# Johnny Kitagawa
Pour les articles homonymes, voir Kitagawa (homonymie).
John Hiromu Kitagawa,  dit Johnny Kitagawa (ジャニー喜多川), né le 23 octobre 1931 à Los Angeles et mort le 9 juillet 2019 à Tokyo, est un producteur de musique américain, fondateur et président de Johnny & Associates (similaire au Hello! Project créé par Tsunku, produisant des girl groups), une agence artistique ayant produit un grand nombre de boys band populaires au Japon. Kitagawa a assemblé, produit et lancé la carrière de plus d'une douzaine de groupes, dont SMAP, Tokio, Arashi, Kanjani8, Hey! Say! JUMP, V6, NEWS et KAT-TUN.
Il a également poussé ses « poulains » à jouer dans des dramas ou dans des émissions de télévision. Connu comme l'une des principales figures de l'industrie du divertissement outre-Atlantique, il a exercé un quasi-monopole sur la création de boys band au Japon pendant plus de 40 ans.
Pendant de nombreuses années, Johnny Kitagawa a été accusé d'agressions sexuelles et de viols sur des garçons qu'il produisait. Il a toujours nié les faits, et n'a jamais été condamné. Cependant, sa société Johnny & Associates a reconnu les faits en 2023, quatre ans après sa mort.

## Biographie

### Jeunesse
Né aux États-Unis, Johnny Kitagawa passe son enfance et son adolescence en Californie. Au début des années 1950, il voyage au Japon pour travailler à l'ambassade américaine de Tokyo. Un jour, en marchant dans un parc de la ville (le Yoyogi Park), il rencontre un groupe de garçons jouant au baseball. Il les recrute pour former un groupe de chant dont il sera le manager. Kitagawa nomme le groupe The Johnnys.
Mêlant des chorégraphies attractives et une façon de chanter typiquement pop, le groupe remporte un petit succès. The Johnnys constitue le premier groupe pop constitué exclusivement d'hommes, et c'est ce schéma que Kitagawa réappliquera pour chaque nouveau groupe qu'il va lancer.

### Succès
En 1968, Johnny Kitagawa remporte un plus gros succès avec un boys band de 4 membres nommé Four Leaves. Ce groupe continue d'exister jusqu'en 1978. Plus tard, en 2002, Kitagawa surveille une éventuelle reformation. Auparavant, il aura été à l'origine de plusieurs boys band qu'il a lui-même formé à partir de candidats travaillant pour lui, et dont les noms cités plus haut ne sont que ceux des plus connus. Il a ensuite étendu sa sphère d'influence en faisant régulièrement apparaître ses performeurs à la télévision, certains d'entre eux ayant même eu leur propre émission télévisée. Ils sont également apparus dans des publicités et dans des films,. Le succès des « poulains » de Johnny Kitagawa a permis à Johnny & Associates de générer un bilan de près de 2,9 milliards de yen en profits annuels lors de la période la plus aigüe de la mode des boys band. Depuis 1997, les performeurs appartenant à l'agence sont apparus dans plus de 40 programmes télévisés ainsi que dans plus de 40 publicités. Ce succès a permis à Johnny Kitagawa de devenir l'un des hommes les plus riches du Japon.

### La « formule »
Johnny Kitagawa a toujours employé une formule similaire dans la formation, le développement et la campagne marketing des groupes qu'il a créés et lancés. Johnny & Associates fait passer des auditions pour de futurs membres potentiels. L'agence de production recrute des garçons âgés de 8 à 10 ans, connus sous le nom de Johnny's Juniors. Ceux qui sont retenus vivent dans un dortoir appartenant à l'agence et suivent leur scolarité dans une école tenue par l'agence. Ils s'entraînent au chant, à la danse et au métier d'acteur.
Chaque année, Johnny & Associates tient un festival d'été connu sous le nom de Johnny's Summary. Les membres les plus prometteurs des Johnny's Juniors y apparaissent aux côtés des performeurs célèbres membres des boys-band. Dans les shows dansés et chorégraphiés, ces juniors dansent en arrière-plan, derrière les performeurs. Ils doivent également apparaître dans une émission de télévision hebdomadaire du nom de Hachi-ji da J, où ils dansent, chantent et interprètent des sketchs comiques s'ils sont assez vieux pour devenir eux-mêmes des performeurs.
Johnny Kitagawa utilise également ses groupes déjà connus pour assurer la promotion de ceux qu'il lance, notamment via une couverture presse dont son agence bénéficie également,. Il les fait également passer à la télévision, et les émissions qui ne leur assurent pas une promotion suffisante ne reçoivent plus les stars managées par Kitagawa (ce qui leur cause une perte d'audimat).
Bien qu'étant des personnes publiques, les performeurs sont soumis à un contrôle direct et à une certaine discipline. Ils doivent maintenir une image qui plaise au public, notamment aux jeunes femmes, et évitent de parler de leur vie privée. Kitagawa lui-même évite d'apparaître en public : il permet rarement à des photographes de le prendre en photo, et ne fait aucune apparition publique avec ses groupes.

### Accusations de harcèlement sexuel
Des années 1988 à 2000, Johnny Kitagawa a été la cible d'accusations selon lesquelles il aurait profité de sa position pour obtenir des faveurs sexuelles de la part de garçons qu'il produisait sous contrat. Il a nié ces accusations et a gagné 8,8 millions de yens de dommages et intérêts en 2002 lors d'un procès contre le journal qui les avait publiées. Le journal a fait appel et a obtenu une infirmation partielle du jugement. Dans les années qui ont suivi, Johnny & Associates a continué à produire des albums, films, shows TV… pour lesquels le succès commercial a toujours été au rendez-vous. Après sa mort, les révélations s'enchainent sur des centaines de viols dont se serait rendu coupable le producteur, notamment à la suite d'enquêtes de médias étrangers. Les médias japonais ont pour leur part longtemps choisi d’ignorer les accusations portées contre Johnny Kitagawa.

### Activités post-litige
En 2006, le boys-band KAT-TUN a remporté un important succès commercial, avec à la clé près de dix singles, des DVD ainsi que quatre albums studio. En 2007, Hey! Say! 7, un autre groupe appartenant à Johnny & Associates, est devenu le plus jeune boys band à se classer en tête des charts japonais, avec un âge moyen de moins de 15 ans parmi les membres du groupe.
Fin 2007, Johnny Kitagawa était toujours impliqué dans la gestion de son agence.
En 2011, il reçoit en tant que producteur deux records du monde au Livre Guinness des records : celui du plus grand nombre de singles n° 1 produits (232 entre 1984 et 2010), et celui du plus grand nombre de concerts produits (8 419 entre 2000 et 2010, rassemblant 48 234 550 spectateurs).

## Documentaire de la BBC
En mars 2023, la BBC diffuse le documentaire de Megumi Inman intitulé Predator: The Secret Scandal of J-Pop, qui met en lumière les abus sexuels sur de jeunes stars de boys bands perpétrés par Johnny Kitagawa. Les informations divulguées dans le documentaire ont rapidement circulé sur les réseaux sociaux, incitant de nombreuses personnes à se manifester en tant que victimes et à partager leurs témoignages. Ces révélations sont couvertes par les médias internationaux mais aussi par les médias japonais, qui avaient jusqu'alors très peu évoqué ces accusations.
En septembre, l'agence Johnny & Associates reconnaît les faits et sa présidente, la nièce de Johnny Kitagawa, démissionne.